# 长春围困战
长春围困战，或稱長春圍城，是第二次国共内战时期在吉林省长春市发生的一场围城战，进攻方为萧劲光所指挥的东北人民解放军（东北野战军和东北军区的合称，以下簡稱解放军），守城方为郑洞国所指挥的中華民國國軍（下簡稱國軍）。长春围困战是辽沈战役的组成部分，解放军占领长春宣告了辽沈战役第一阶段的结束。
长春战役是中国共产党领导之“第一个大的围城战役”，以10万解放军围困10万国军。解放军意图围城打援，以部分部队进攻长春，吸引沈阳廖耀湘兵团北上救援，然后在途中将廖耀湘兵团围歼。但攻打长春之解放军与守城之国军兵力相当，装备不如国军，而廖耀湘兵团又拒绝北上援救，所以解放军始终没决心强攻长春。后解放军决定先攻下锦州，切断东北国军南逃之路，将东北国军滞留在东北战场，逐个消灭，因此主力南下，长春战役形成了围而不攻之局。
1947年東北人民解放軍抵達長春週邊，選擇圍而不攻的戰略。其中在6月28日的圍城政工會議上，圍城指揮所提出口號，「不給敵人一粒糧食一根草，把長春蔣匪軍困死在城裡」。正式戰役由1948年5月23日，解放军對防守长春之国军完成包围，并切断国军空中运输開始計算，直至10月19日國民革命軍第六十軍倒戈，新七军投降，解放军进驻长春而宣告結束。
中共方面指，战役自1948年5月23日，解放军對防守长春之国军完成包围，并切断国军空中运输开始，直至10月19日國民革命軍第六十軍倒戈，新七军投降，解放军进驻长春结束。期间150多天内，國軍在城内实行“杀民养军”和“逐民出城”政策，加剧了城内粮食紧张。加之战役前期解放军为防止有特务混入难民，阻止城内人员逃离，最终十余万难民饿毙。
国民党方面指，國軍自一九四八年六月中之後，取消了禁止城內居民出城的禁令，奉指示從8月1日起只准饑民出而不准再進。另一方面，解放军的政策如特種兵司令蕭華當時所指令，基本是阻止長春平民外逃，導致大量逃難民眾被困於兩軍防線間的「真空地帶」。期間150多天，解放军進行了圍困和經濟封鎖，並利用鐵絲網、壕溝不讓難民出來，其目的可能是為讓城內老百姓耗光城內國軍的糧食。甚至為阻止出城者逃離，解放军打罵、捆綁離開者並開槍射擊欲逃離的難民。此战最終導致數十萬難民死亡。

## 背景

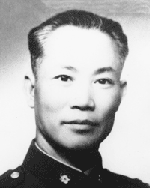
陳誠

中共方面曾在中日戰爭勝利後，就作出進軍東北的決策。其中曹里懷與朱光就在當時接受了中共中央的指派，從冀魯豫根據地率領少數幹部和部隊于1945年10月下旬到達東北，之後曹里懷被中共中央東北局分配為長春市警備司令，帶領冀魯豫部隊乘蘇聯軍隊撤出後進駐長春。而隨著兩軍對峙形勢的變化，長春駐軍在同年12月14日再退出了長春市區。之後解放军整體戰略重點，轉向控制沿長春線兩側的龐大地區（包括中小城市及次要交通聯結點），以建設中共的根據地。
國軍方面，陳誠任东北行辕主任後，不信任當地滿州軍而將原本已編入地方保安部隊，接受过日軍訓練的原滿軍裁撤，东北国军兵力下降到48万；許多原满洲国軍队因頓時失去生活來源而紛紛加入八路军，大大增加了中共在東北的實力。
东北战场成为当时全国五大战场中唯一一个解放军数量超过国军之战场。国军本着“重点防御”之战略，兵力集中在几个大中城市，而解放军则在1945年底以來的拉鋸戰中，逐步掌握了鐵路沿線與廣大鄉村地區，将国军分割开来，使国军陷于孤立。解放军已逐步掌握战争主动权，攻守态势也随之改变，东北战场进入了解放军攻，国军守之态势。
1948年1月1日，根據中共中央軍委令，东北民主联军改称东北人民解放军，民主联军总部改称东北军区。在东北，解放军与国军之战已进入第三年。解放军经过三年战争（如四平战役、三下江南、四保临江1947年夏季攻势、秋季攻势，和进行中的冬季攻势），在东北已经建立了根据地。共产党通过进行土地改革和宣传工作，并吸收国军裁掉的原满洲国陆军，壮大了军队。东北解放军由抗日战争后之11万人发展到1948年春之153万人（其中野战军70万）。

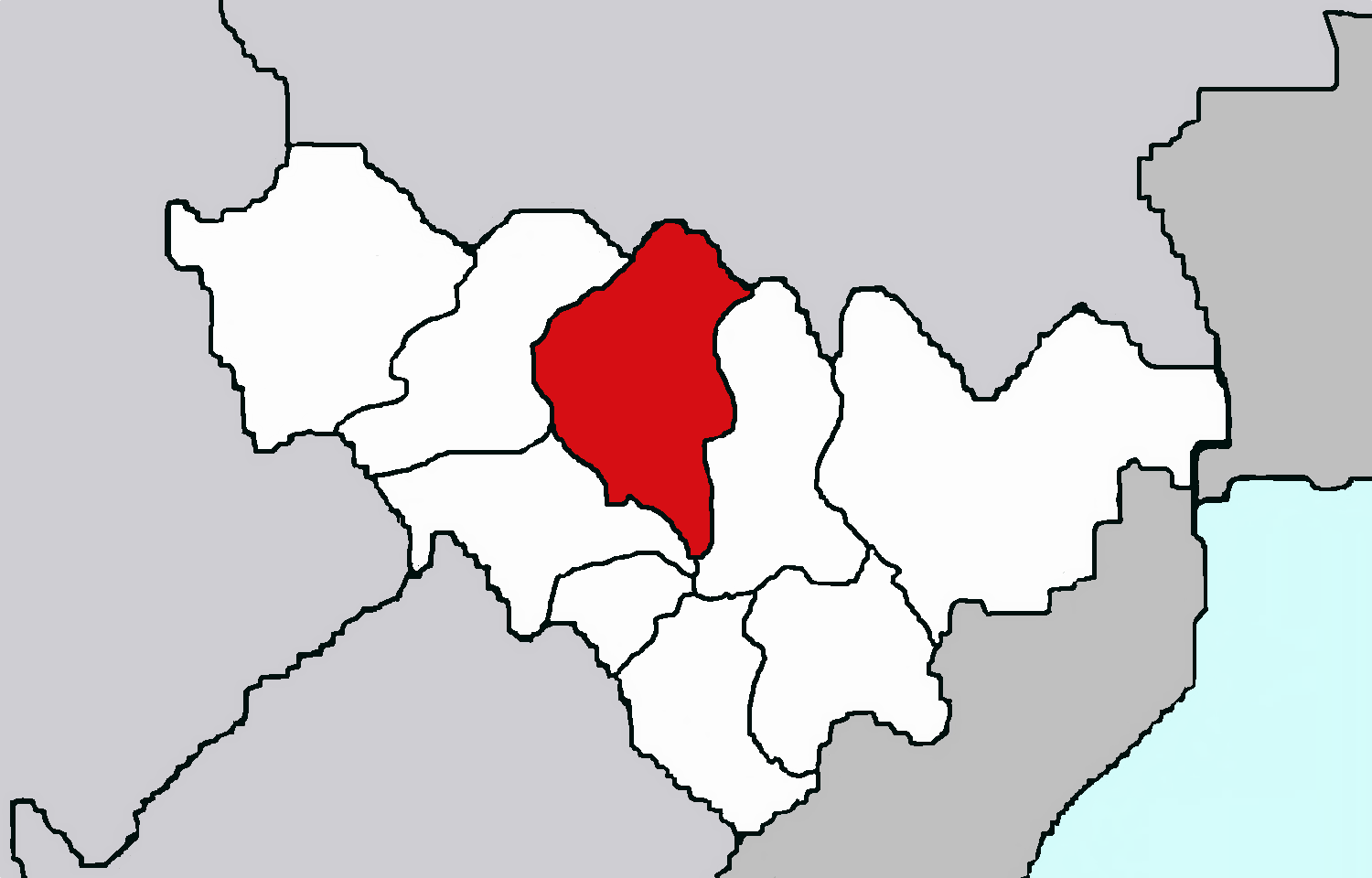
长春市於吉林省的地理位置

同日，陈诚发表《元旦告东北军民书》，声称已完成作战准备，计划分三路向解放军扫荡。当日，国军集中了五个军十多个师的力量，以沈阳为中心，分三路向辽河两岸呈扇形推进。1月6日，解放军夜歼灭沈阳外围公主屯的新五军两个师一万三千余人，军长陈林达、师长谢代蒸、留光天被俘。
在1947年夏秋冬攻势之强大压力下，1947年8月到东北主持军政之陈诚，对东北国军败退，收拾不了局面，萌生退意。1948年1月17日，国军召开军事会议，成立东北剿匪总部，蒋介石委任卫立煌为东北行辕副主任兼东北「剿匪总司令部」总司令，郑洞国和范汉杰任副总司令。
1月22日，卫立煌到达沈阳。1月26日解放军攻下新立屯，全歼四十九军二十六师九千余人。1月29日解放军攻下沟帮子；1月30日攻下盘山县。
2月5日，陈诚离开沈阳赴南京。2月6日，解放军佔領辽阳县，國軍暂五十四师和新五军、新六军留守处共损失一万零七百余人。2月7日，毛泽东致电林彪、罗荣桓、刘亚楼，确立将东北国军封闭在东北加以各个歼灭。2月19日解放军攻下鞍山市，國民黨五十二军二十五师一万两千九百余人全部被歼灭，二十五师师长胡晋生被俘。
同日，解放军攻下法库县，撤退之新六军暂六十二师全部七千二百余人被全滅于庆云堡地区。2月25日，驻守营口之国军五十二军五十八师师长王家善率部八千八百人，逮捕副军长郑明新，并消灭其余守军三千余人。2月28日解放军攻下开原，歼灭暂三十一师一个团及暂六十二师残部三千四百人。
1948年3月，冬季攻势进入尾声。1948年3月，蒋介石为固守长春组建第一兵团，由东北剿匪总司令部副总司令郑洞国兼任。因国军陷于孤立，为免被各个击溃，3月9日，卫立煌命郑洞国指挥驻守永吉县之六十军撤到长春，解放军占领永吉和丰满水电站。3月13日（一说3月15日），经23小时激战，解放军再次攻佔战略重镇四平街（三攻四平），七十军一个整师一万九千三百余人陣亡。
3月15日，冬季攻势结束，国军在东北只剩下长春、沈阳、抚顺、本溪、锦州、葫芦岛等据点，沈阳、长春之补给全靠飞机运输。郑洞国抵长春后，下达了“加固工事，控制机场，巩固内部，搜购粮食”之策。
长春位于东北腹地，松辽平原中央，是东北铁路交通枢纽，具重要战略地位。九一八事变后，满洲国首都就设立在此。日占期间，日本关东军在此修筑了许多永久防御工事，国军进驻长春后，又加强了工事。长春有很多永久性碉堡和地堡，市中心建筑和街道都有地下坑道相接，构成核心守备，外围设有宽三公尺深两公尺之外壕，有纵射火力及铁丝网、地雷、绊索、鹿砦、陷阱等工事。时长春已是一坚固防御之大城，国民党报纸称长春防御工事“坚冠全国”。
经日本人十四年经营，长春人口已从滿洲國成立前15万人，膨胀到70万人（包括日本人14万），长春围困战前，城市居民估计在40万到60万之间。围困战后，居民锐减到17万人。

## 战鬥序列

### 国軍
长春守军以中央大街（后改称斯大林大街，现名人民大街）为界分为两个守备区，东半部归六十军，西半部归新七军，司令部设在中央银行大楼。以中央银行为核心，以坚固建筑物层层设防，并派新七军暂五十六师两个团，控制西门外大房身机场，派六十军一个师防守东郊城防工事外之战略高地。
- 第一兵团
  - 司令官：郑洞国（兼）
  - 副司令官：曾泽生、彭杰如
  - 参谋长：
  - 副参谋长：杨友梅（代理参谋长）
  - 新编第七军
    - 军长：李鸿
    - 副军长：史说（代理军长）
    - 参谋长：龙国钧
    - 新编第38师
      - 师长：陈鸣人
      - 副师长：彭克立
      - 参谋长：李性常
      - 第112团团长：李克己
      - 第113团团长：曾长云
      - 第114团团长：陆心仁
      - 师直特务连
      - 通信营营长：
      - 山炮营营长：（七五山炮12门）
      - 工兵营营长：
      - 辎重营营长：
      - 搜索营营长：
      - 骑兵大队大队长：
      - 卫生队队长：
      - 政工队队长;
      - 野战医院院长：
      - 諜报队队长：
      - 军乐队队长：
      - 新兵营营长：

    - 暂编第56师
      - 师长：张炳言
      - 副师长：王正国（1948年5月24日，被俘）
      - 参谋长：刘大名
      - 第1团团长：涂尚均，（原团长汤克振，于1948年5月24日被俘）
      - 第2团团长：徐汉杰，（原团长书剑，于1948年5月24日被俘）
      - 第3团团长：方维藩

    - 暂编第61师
      - 师长：邓士富
      - 副师长：宁  伟
      - 参谋长：曾德辉
      - 第1团团长：李卓彧
      - 第2团团长：姚凤翔
      - 第3团团长：黄  醒

    - 军直青年教导团团长：涂尚均（兼）
    - 骑兵团团长：凌绍康
    - 特务营营长：
    - 重炮兵营营长：
    - 工兵营营长：
    - 通信营营长：
    - 汽车营营长：
    - 干部教导总队：
    - 政工训练班：
    - 军医院院长：

  - 第60军
    - 军长：曾泽生（兼）
    - 副军长：
    - 参谋长：徐树民
    - 第182师
      - 师长：白肇学
      - 副师长：李佐
      - 参谋长：杨正隆
      - 第544团团长：胡  彦
      - 第545团团长：朱光云
      - 第546团团长：邓应斌

    - 暂编第52师
      - 师长：李嵩
      - 副师长：欧阳午
      - 参谋长：汤启圣
      - 第1团团长：胡家驹
      - 第2团团长：周曙初
      - 第3团团长：谢绍贤

    - 暂编第21师
      - 师长：陇耀
      - 副师长：任孝宗
      - 参谋长：杨肇骧
      - 第1团团长：李树民
      - 第2团团长：李家祯
      - 第3团团长：赵时雍
      - 教导团团长：凌发启
      - 骑兵团团长：毛尊五

  - 长春警备司令部：司令李鸿（兼）
  - 吉林省保安司令部：
    - 司令郑洞国（兼）
    - 副司令：李寓春（兼）
    - 参谋长：韩云五（兼）
    - 吉林保安旅
      - 旅长：何大刚
      - 副旅长：陈惠民
      - 参谋长：王秉洵
      - 保安第一团团长：司连福
      - 保安第二团团长：邓凌光
      - 保安第三团团长：文卓群
      - 保安独立大队大队长：张贯三
      - 保安骑兵营营长：陈荣久

    - 吉林师管区司令部：
      - 司令：李寓春
      - 副司令：方传进
      - 参谋长：胡冠华
      - 长春团管区
        - 司令：李树桂
        - 副司令：陈烈新

      - 永吉团管区司令：周振声

  - 兵团直属部队：
    - 骑兵第一旅旅长：韩云五
      - 骑兵第一团团长：史振铨
      - 骑兵第二团团长：黎占鳌

    - 骑兵第二旅旅长：杨友梅（兼）
      - 骑兵第一团团长：孙  璞
      - 骑兵第二团团长：王魁武

### 解放军
东北人民解放军（后改称东北野战军和第四野战军）第一兵团约10万人，司令员萧劲光，副司令员陈伯钧，政委蕭華，政治部主任唐天际，参谋长解方，副参谋长潘朔端。
- 第6纵队，代司令员黄永胜，副司令员杨国夫、李作鹏，政委赖传珠，参谋长黄一平。下设三个师：
  - 第16师，师长李作鹏，副师长王东保，政委张池明，参谋长冯精华。
  - 第17师，师长龙书金，副师长李培功，政委徐斌洲，参谋长陈毅斋。
  - 第18师，师长阎捷三，副师长黄荣海，政委袁克服，参谋长周明国。
- 第12纵队，司令员钟伟，副司令员熊伯涛，政委袁升平，参谋长王亢。下设三个师：
  - 第34师，师长温玉成，政委谭友林。
  - 第35师，师长王奎先，副师长李光汉，政委栗在山。
  - 第36师，师长沈启贤，副师长郑贵卿，政委王建中，参谋长席庶民。
- 独立第6师，师长邓克明，副师长金宇、马逸飞，政委钟人仿，参谋长刘甦。
- 独立第7师，师长罗华生，副师长程启文、余勋光，政委邱子明，参谋长刘可天。
- 独立第8师，师长王人贵，副师长蔡久，政委邹衍。
- 独立第9师，师长廖仲符，副师长罗文华，政委钟民，参谋长冉泽。
- 独立第10师，师长赵东寰，副师长邓忠仁，政委崔国辉，参谋长王玉峰。
- 独立第11师，师长王效明，副师长李德山，政委宋景华，参谋长康干生。

## 围困战
1948年4月18日，中共中央东北局和东北军区就打长春进行讨论，并致电中共中央军委，计划从5月中旬开始进行长春战役，用九个纵队攻打长春，以围城打援手段，准备4万人之伤亡，在10－15天內结束战斗。4月24日中共中央军委同意攻打长春提议。

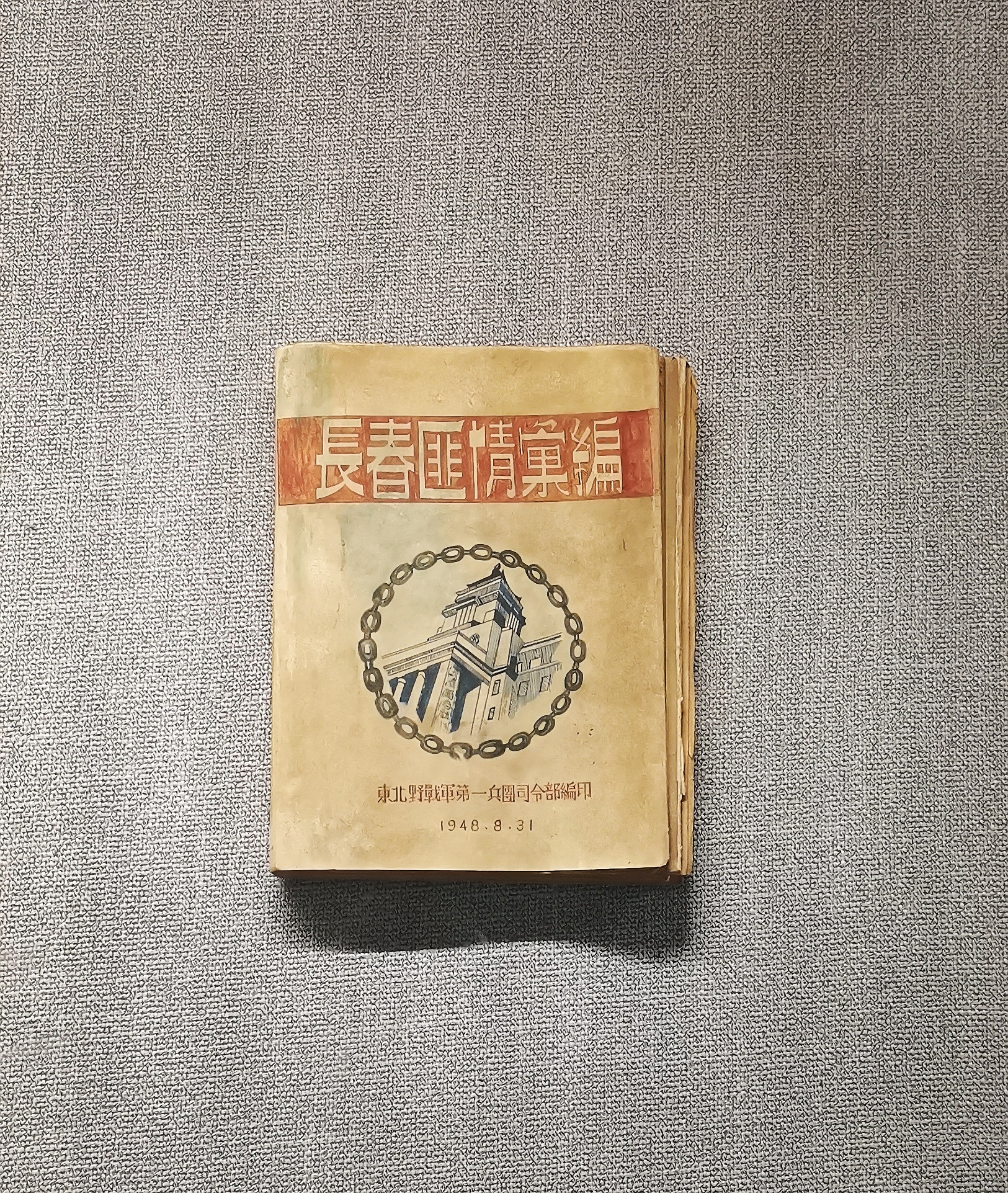
解放军长春前线指挥部编写的《长春匪情汇编》，辽沈战役纪念馆展出

5月中旬，解放军在长春东南四五十公里的李家屯成立第一前线围城指挥所（后改称第一兵团），萧劲光任司令员，蕭华任政委。此时，解放军已完成对长春合围，一纵，六纵和三个独立师将长春围住。
随着解放军逼近长春，缩小包围，5月14日，长春守军为保持外围防地和确保机场，以新七军一个半师、六十军一个师，向长春西北出击，进攻小合隆附近之解放军十二纵36师，试图赶走解放军，确保大房身机场在解放军炮火射程之外。19日占领小合隆。24日，解放军为封锁空运糧食，以一纵、六纵、十二纵三十四师、三十五师、独立第7、10师，奔袭小合隆和大房身机场，歼灭驻守机场之新七军暂五十六师两个团约六千余人，俘获暂五十六师副师长王正国。郑洞国命出击部队速回，解放军占领了大房身机场，长春守军与沈阳空中运输遂中断，解放军损失两千余人。
基于长春城在中国抗日战争时期作为关东军司令部驻地被苦心经营多年，工事甚好且外有援兵，5月29日，林彪发电中央军委：“……24日战斗结束以后，连日我们反复考虑，并经东北局常委开会讨论，又照顾个纵、师首长对长春所表示的信心并不甚高”，建议以部分兵力围长春，主力转至外线。5月30日，林彪召集东北局、东北军区负责人会议，会议决定对长春采取围困方针，并决定了围困及严密封锁长春之部署。毛澤東批准了林彪的部署。6月1日，林彪签发“东总”电：
五月三十日决定围困及严密封锁长春之部署：

（一）使用独立师以营为单位，接近长春周围近郊，堵塞一切大小道路，在阵地上构筑工事，主力部队切实控制城外机场。

（二）以远射炮火力，控制城内自由马路及新皇宫机场。

（三）严禁粮食、燃料进敌区。

（四）严禁城内百姓出城。

（五）控制适当预备队，勾通各站联络网，以便及时击退和消灭出击我分散围困部队之敌。

（六）城南、城东归六纵，城北、城西归一纵，炮兵由炮司派归一、六纵指挥。

 
（七）两个月来几个独立师团围困长春成绩不大，未看成严重战斗任务，无周密计划和部署，应该改正，要使长春成为死城。
6月5日中共中央东北局林彪、罗荣桓、刘亚楼向中共中央军委提出三个作战方案，第三个作战方案提出对长春采取长时间围城打援，先消灭援敌，然后攻城。时间准备两个月至四个月，可以有把握歼灭敌人与拿长春。建议采用第三作战方案。中共东北局首长林彪、罗荣桓下达《围困长春办法》。6月7日，中共中央军委同意三人提出之第三方案。
6月15日至20日，解放军第一兵团在吉林召开野战军师级以上干部会议（吉林会议），决定把攻打长春改为长困久围，并宣布由第一兵团司令萧劲光政委肖华指挥新成立十二纵（由北满独立第2、4师和西满独立第5师组成）和六个独立师担任围城任务。
6月22日前，解放军完成围城部署，六纵十八师，十二纵三十四师、三十五师和独立第6、7、8、9、10师、进入指定位置，第一道包围分东西两个地方队，独立第6、8、9师为东地区队，六纵十八师为其机动部队；独立第7、10师为西地区队，十二纵三十四师、三十五师作为机动部队，布在城西和西南守军主要突围方向，余部组成第二道包围。完成以长春为中心方圆45公里，纵深25公里封锁，禁止粮食和蔬菜、燃料、牛马和等运入封锁圈。在解放军封锁圈和国軍哨卡间形成中间地带。
在執行对长春全面性的军事围困和经济封锁同时，解放军也进行政治攻势和对上级军官策反。6月28日解放军第一兵团召开政治工作会议，提出“攻心为上、攻城为下”，会后政治攻势迅速展开，阵地喊话，发宣传单，利用投诚和被俘之国軍官兵及其家属向城内喊话，针对属于滇系之六十军上级军官进行工作，派长期做滇军工作之云南人刘浩，和原六十军副官长兼特务营长杨滨主持东北军区联络部前方办事处之工作。在梅河口战斗中被俘之六十军一八四师团长张炳昌和李峥先送回做工作；在海城易帜之原六十军一八四师师长潘朔端利用各种关系给六十军上层军官写信；刘浩也曾化妆秘密进入长春做上层工作；六十军中以孙公达为负责人的地下党组织也积极活动，发展地下党员。这些政治攻势和策反活动为后来六十军易帜奠定基础。

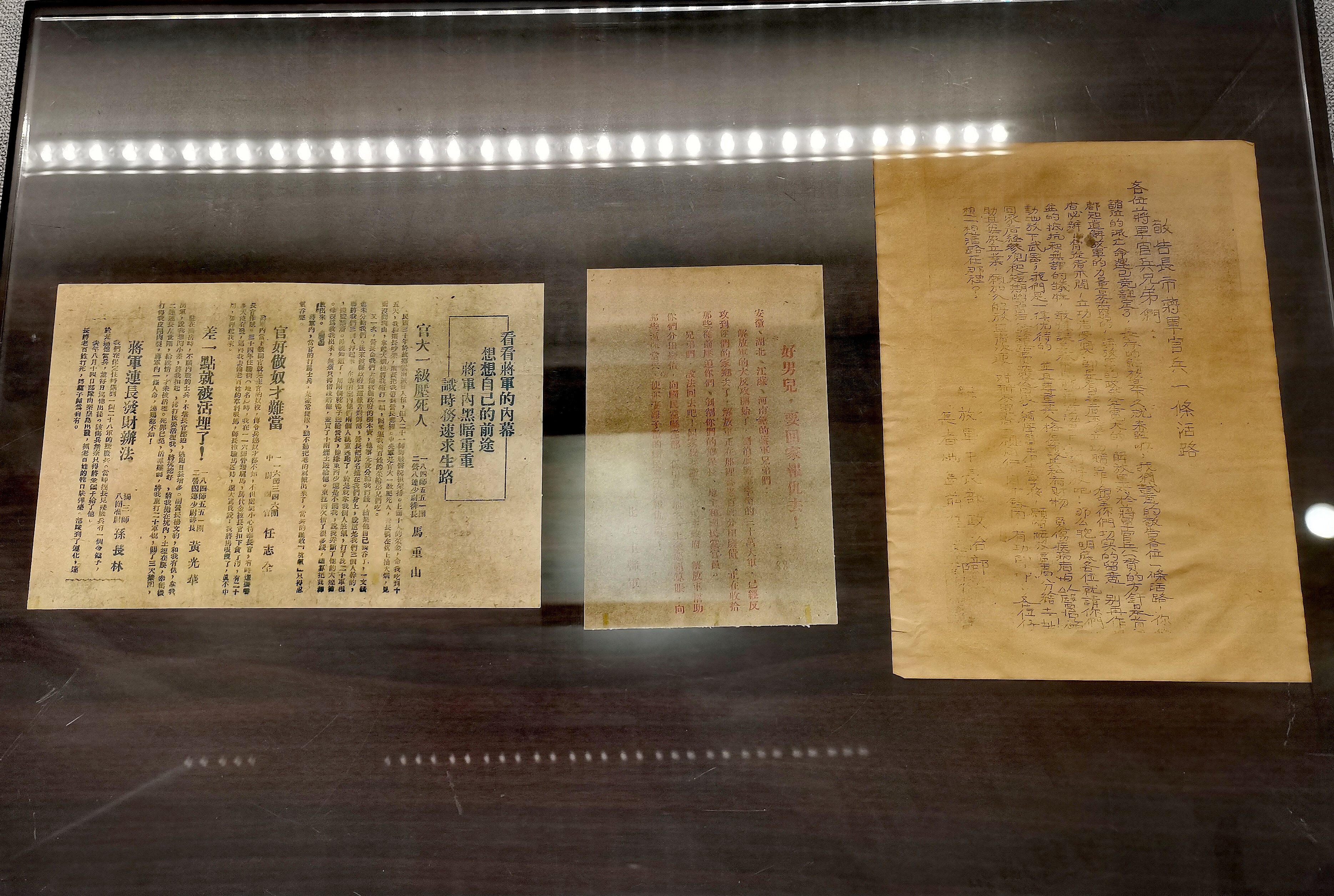
解放军围城部队向长春国军部队进行政治宣传的传单，辽沈战役纪念馆展出

在5月底机场失守后，国军长春守军粮食供应只能靠空投。据当时美联社分析，一天要出动四十架次飞机才能满足需要。由于空投飞机受到解放军炮兵和高射机枪射击，常常来不及空投就逃跑，或在高空乱投，不能投入城内。六月底，郑洞国组织了战时粮食管制委员会并颁布《战时长春粮食管制暂行办法》，规定市民自留口粮数量只许维持3个月，其余按限定价格卖给市政府以保证守军需求，否则一旦查获将没收粮食并严惩。守军在城内抢夺民粮。到了夏天，市区居民出现粮荒，留有存粮之居民不敢光明正大举炊，否则即会招来官兵和其他饥民抢粮，有不少人因此病饿死亡。由于城内粮食极度缺乏，加上有人投机倒把，城内粮价飞涨，从几元一斤涨至一万元一斤。中央银行长春分行不得已发行本票，面值由几十万一张发展到几十亿甚至几百亿一张。
6月28日，长春大批饥民到康德会馆后院粮库，冲破警戒，抢粮充饥。国军和警察开枪弹压，造成多人死亡。解放军方面四野第一兵团政委肖华就下令“对長春外出人员一律阻止……纵有个别快饿死者须要处理時，也要由团负责，但不应为一般部队执行，更不能成為围城部队的负担。”7月19日，卫立煌命郑洞国守长春，牵制解放军大批主力南下。最初，长春守军还禁止居民出城。7月下旬，蒋中正致电郑洞国“尽收长春人民所有粮食物资，由政府统一分配。”以及从8月1日起，疏散长春哨卡内人口，只准出哨卡，不准进哨卡，将大量居民疏散出城，以降低市内粮食消耗。8月4日至6日，国防部在南京召开军事会议，会上曾讨论从东北撤退，固守华中之部署，但因失去东北在国内外影响太大，故未果。
7月20日，中共中央东北局讨论认为攻打长春一举全歼守军没有把握，应以最大主力开始南下作战为好，并上报中共中央军委。22日，中央军委回电赞同。8月14日，中共吉林省委作出《关于处理长春外围难民的决定》，决定成立处理难民委员会，开始紧急收容和救济“在敌我封锁区之间”“为数八万余人”的难民。
8月16日解放军第一兵团召开军事工作会议，根据指示，缩小包围圈，进一步围困守军，第一兵团司令部也向前移动到距长春十公里德四家子村。
8月17日，东北人民解放军改编为东北野战军。
9月9日，罗荣桓起草，并以林彪、罗荣桓、谭政的名义给毛泽东提交了一份《关于围困长春的报告》，总结了长春围城以来的各方面工作情况：

关于围困长春的报告

（一九四八年九月九日）
一、长春守敌两个军及地方游杂部队共约十万之众，凭坚固工事及建筑物实行困守。我以十二纵三个师及六个独立师，采取围困方针，以军事包围、经济封锁、政治攻势，发动对该敌作战。从五月末开始长春外围战，夺取机场后，逼近市郊，六月二十五日起，正式对长春进行封锁围困。
二、两月来围困已收显著效果，造成市内严重粮荒，高粱每斤三千万元（敌东北流通券），且有价无市，居民多赖树叶青草充饥，饿毙甚多。敌军除新第三十八师、第一八二师等外，均以酒面作主食，每日才四两大豆，游杂部队更坏，因营养不良，大豆难消化，患痢疾者不少（敌虽尚存一部粮食，空投还可接济，但不敢食用，以准备作战）。故市内秩序日形紊混，军心民心均感恐慌。向市外投奔者日多，加以我之瓦解争取工作，其两个保安旅及保安团等日呈瓦解状态，正规部队亦发生极大动摇。自六月二十五日起至八月二十五日止，两个整月被我瓦解收容之敌方逃兵及投诚人员已达一万零四百七十一人（战斗俘获不在内），其中正规军占百分之六十八，杂牌军占百分之三十二，军官占百分之二点三，带武器者占百分之十。敌人情绪普遍低落，由个别投诚已转向整班投诚。郑洞国在其高级军官会上说：“鞠躬尽瘁吧！”其士兵则反映：“八路这方法真绝，还不如快打。”
三、围困情况的初步经验：
（一）敌对我之围困，采取强制疏散市民以减轻负担，并便于掠夺其余粮。其办法为疯狂提高粮价，抢购市内存粮，逼人民出市。实行粮食管制，检查发现每人存粮不足三个月者（每人每月应有四十五斤），即强制赶出。在街上捉捆乞丐饥民及开释监狱犯人将其押送出来，并对市民进行欺骗说：“七一毛泽东过生日，八路军放卡子。”或诱以发粮名义，集体赶出，或组织工人学生向我请愿，或发动大群难民，向我步哨冲来，使我无法抵制。
我之对策主要是禁止通行，第一线上五十米设一哨兵，并有铁丝网、壕沟，严密接合部，消灭间隙，不让难民出来，出来者劝阻回去。此法初期有效，后来饥饿情况愈来愈严重，饥民便乘夜或于白昼大批蜂涌而出，经我赶回后，群集于敌我警戒线之中间地带，由此饿毙者甚多。八月初经我部分放出，三天内共收两万余，城内难民立即又被疏散出数万，这一真空地带又被塞满。此时市内高粱价由七百万跌为五百万，经再度封锁又回涨，很快升至一千万。故在封锁斗争中，必须采取基本禁止出入，已经出来者可酌量分批陆续放出，但不可作一次与大量放出，使敌不能于短期内达成迅速疏散。如全不放出，则饿死者太多，影响亦不好。
（二）不让饥民出城，已经出来者要堵回去，这对饥民对部队战士，都是很费解释的。饥民们对我会不满，怨言特多：“八路见死不救。”他们成群跪在我哨兵面前央求放行，有的将婴儿小孩丢了就跑，也有持绳在我岗哨前上吊的。战士见此惨状心肠顿软有陪同饥民跪下一道哭的，说是“上级命令我也无法”。更有将难民偷放过来的。经纠正后，又发生了另一偏向，即打骂捆绑难民，甚至开枪射击（打死打伤者尚无统计）。围困时间延长，部队普遍发生急性病，有怀疑我之围困系力量不足，有认为长围无用，敌有空运接济要求快打。对此主要说明久困长围意义，并以逃兵讲述敌之困难情形，逐渐提高对围城认识。敌现进行恶毒宣传，说我欲困死长春人民。我则以放出难民实行救济之事实，揭穿敌抢粮制造饥饿，以达到赶出市民之阴谋。放出之难民虽对我不满，但经救济后，影响较前稍好。
（三）断敌粮源，必须发动群众，军民一致参加封锁。初合围时，敌每日尚能由市外吸收粮食约五、六十石。据传当时敌军粮征收机关每日能购二、三十吨，主要因长春市外围均系新区，群众尚未发动，地方工作只注意后方生产，忽视对敌斗争，且军事封锁不严，封锁线又距城太远。后来确定不按原县区界，而根据围城各师防区划界，成立军队地方统一的对敌斗争委员会，以师政委任主任，统一领导封锁工作，发动群众配合军队站岗，设立盘查站，堵截出入，防止走私，并规定以没收走私粮百分之三十（后为五十）作为奖励。经严密封锁后，入市粮食大减，但还不能根绝。因市内粮价奇高，布及工业品则较贱，运粮入市，获利十倍，故有商民专以走私为业者（出来时偷领难民，乘机勒索）。他们在沿途各村设有秘密据点，逐村转粮，数人数处分带，如一部被查获，其余亦足获利，并有武装击伤群众岗哨者。我地方机关及围城部队人员，亦有不少违犯禁令，借口打入关系而托买笔买表及日用品者，有乘机发难民财、收购贩卖者，也有乱没收难民金银白钞以至我钞者，以致封锁不严。经检查教育后始予克服。断敌粮源另一办法为统制封锁区粮食，划长春市外五十里为封锁区，禁止粮食交易，此地区早为蒋军抢劫一空，粮食缺乏，故粮价高于后方集市数倍，如不统制，自然大批流入市郊而转入市内。在封锁区成立生产救灾合作社，组织群众集体到后方买粮。政府所发种子及救济粮，亦通过合作社，计地计口贷出，粮食以每三、五天发一次，以免走私。长春西地区因救济粮较少，不能停止后方粮食交易，采取带领群众集体购粮，或限制每人购粮不得超过十斤，并保证不准走私。六、七月间瓜菜未熟执行中尚无问题，八月间即发现有以瓜菜果腹，留下救济粮以走私营利者。敌人方面则鼓动运粮进市，敌曾枪毙敲诈运粮商人之士兵，并发采购通行证予以便利。现仍继续高价抢购。除新三十八师外其他部队八月初即发粮代金，金额虽逐增，但均不足一斤高粱之价，此即鼓励部队自行夜掠人民存粮及从市外购粮。以致市民饥饿日趋严重，有冒险抢敌粮车，不顾死刑危险分抢空投粮食者。市面统治秩序已日渐混乱。
（四）在围困中，我发动部队进行对敌攻势并派出几个敌工站，在城垣附近积极发展内线工作，有很多便利条件，利于开展政治攻势，这是两个月来瓦解敌军收效较大的原因。敌士兵生活很苦，近来情形更坏，且封锁日久不见援兵，感觉前途暗淡。新七军与滇军第六十军有矛盾。东北暂编师与蒋系矛盾更大，故滇军及东北籍之军官，有不少与我接近拉关系，送情报掩护我方人员入城，故内线关系较易建立，情报亦较灵通。但发动反正仍不容易，至今除了几股土匪武装及暂第五十六师一部九十余人有组织的投诚反正外，其余均系个别人或小股逃来（八月起，整班投诚者增多）。因市内缺乏党的组织，且敌人管制甚严。自王家善师反正后，几个东北师的师团干部多被撤换，改以蒋系军官充任。但其所属两个保安旅已呈瓦解状态，最近有两大股突围企图逃窜，转至我后方扰乱，已被我大部歼灭。我对敌宣传，是以阵地喊话（尤以用敌逃兵喊话收效大），通过群众传话，散发宣传品，送回敌伤兵及以宣传弹（制造与炮弹相仿，如同飞机散发传单一样）发射宣传品，沿伊通河水流入宣传木船，通过内线关系在市内设秘密宣传站翻印宣传品等。但以宣传弹效力大、射得远、散得宽，使敌来不及防，兵民均可拾到，敌兵对我传单尤其通行证极重视，有出高价托人来买，逃来者有带我方传单以表示接受我宣传，并作为出城之护照，居民藏我传单谓打开城可持此领粮。敌对逃兵则施行镇压，实行士兵三至五人连坐，一人逃亡全部挨打，带枪者捉回枪杀活埋，政治上进行欺骗宣传，谓台湾新兵中秋节时增来东北，九月沈北会战，长春即将解围等等。但此项仍不能挽回其日趋涣散之军心。我收容逃兵工作曾一度发生偏向。有的自行规定，不带枪不收，土匪不收，因家属不好处理，故将家属拒回。又因清查难民之假装逃兵致堵回真逃兵者，甚至有不带符号不会唱蒋党歌，不会走正步，不知其官长姓名者都不收。这使敌兵发生顾虑，发现后已予纠正。收容的逃兵现已集中解放团训练，准备经过训练清洗后，争取补入部队。投诚的几股土匪武装，因成分很坏已一律缴枪，准备大部遣送回原籍生产，少数罪大恶极的头目，送地方政府依法处理，因长春这类武装尚多，为了不影响争取，故对他们暂时仍予优待。
（五）发动生产，救济封锁区群众，是发动群众围城热情的重要工作。因市郊粮食去冬即为蒋军抢光，屋上的草又被扒去喂马，今春市东一个区饿死四十人，围城开始时土地大部荒芜，有种后又荒芜者。为了避免荒芜，长春东南地区由吉林贷粮一千吨，钱五万万元，一千吨养麦种，由部队抽人力牲口，并发动后方一些人马助耕抢种抢锄，业已大部种上。现外围五万垧地将开始秋收，收成甚好（八、九成），每垧约可收四石，现正布置抢收。对哨卡外难民之救济，分别由吉辽两省在长春市东西地区组织处理委员会，下设办事处、事务所、检查站。派人将饥饿严重者介绍出来，尽量资助回原籍或投亲友，无家可归者送附近各县安置，发动社会救济组织生产，并在难民中吸收一部工人、学生入伍。
（六）围城部队在长期间内，已逐渐形成规律化之阵地生活。初围时做工事很多，因有交通壕地堡掩体等需要构筑和加固，岗哨亦多，每日每人五、六小时日夜不休，非常疲劳，加以天雨运不到粮食，有的吃三天稀饭，又发生传染病（痢疾），某些新组成的独立师在初围城时怕敌炮火、飞机，发生逃亡、自伤或乱打枪者，数次发生误会，造成恐慌情绪，后经动员并研究改善生活，利用阵地守备发动养猪种菜（每师已种百亩以上）、割草（解决烧柴喂马），现生活已获得改善，并节约了大批粮食救济灾民，目前情绪很高，不愿换防，但亦不愿守阵地，要求快打，同时也发生麻痹现象，在阵地上主要进行军事练兵，政治教育不够，违犯政策纪律现象时有发生，其事实已如上述。
（七）围城斗争极为复杂，绝非仅为军事斗争，必须党政军民一致动员，故要强调一元化领导。长春敌亦宣传所谓“总体战”，我之围城中曾发生配合不好，政策贯彻以及组织不一致。如长西地区未按军队防区成立对敌斗争委员会，在长南地区长农县曾一度发生疆界争执，对收逃兵、放难民、处理走私、处理难民财货、禁止贸易、停止后方粮市等政策发生不一致现象，使工作受到损失，这是围城斗争中必须注意的一条经验。

9月11日，解放军东北军区给第一兵团发出《关于开放长春难民出城的处置》的指示，对长春难民一律放行。该电文称：
肖、肖、陈、唐、解并告十二纵、吉林、辽北报军委：
从即日起，阻于市内、市外之长春难民，即应开始放行。凡愿出来者，一律准其通过。因长春民食早已用尽，如不放出，将使市民大批饿死。望你们依此作出计划，分批地但又是尽早的开放，做到于十天内放完。对出城之难民，应发动地方党及军队力量，尽一切可能组织救济，宣传慰问，对老弱走路无力者，帮助人力及马车的输送。第一步应就附近各县分批疏散安置，发动群众救济，使其出城后不再死去，或者少死，藉以挽回影响，取得民心。混在难民中的特务，应予以清查扣留；敌方官兵则一律收容，送吉林解放团训练。中学二年以上学生、技术人员、专家等应努力争取来我区服务。以上开放难民出城，不是对长春敌人解围，围困敌人的工作，仍需继续，不得松懈。关于防止敌人利用秋收出城抢粮，及组织军民抢割抢收等，即照兵团指挥部的计划加紧进行，将执行情形望随时电告。
林、罗、高、刘、谭、周

九月十一日

9月12日，解放军向义县、滦县一线国军发起攻击，辽沈战役正式打响。9月底解放军主力挥师南下北宁线，六纵、十二纵也奉命调往通江口、开原一线，只有独立第6、7、8、9、10师和后调来的独立第11师六个师，以及地方部队继续围困长春。 
自6月25日至9月底，一共进行大小战斗30余次，解放军歼灭国军约3,000人，13,500多国军士兵向解放军投降。解放军在外围战斗中仅有400余人伤亡。
围城期间，全市中小工厂设备大部被破坏。全市房屋30%被拆毁，输电设备33%被拉走，供水设备70%被破坏。国共双方在城外城里掩埋尸体12万左右。

## 守军投降
10月2日，蒋中正飞抵沈阳召开军事会议，蒋认为解放军主力南下，围困长春力量空虚，因此命郑洞国趁机率部突围。10月4日下午，郑洞国与曾泽生通话，要六十军出一个团配合新七军出击。10月7日至8日，郑洞国集中新三十八师等两个师组织了一次试探性突围攻击，攻击长春以西的大房身机场方向独立第6师阵地，受到解放军阻击。
10月14日，解放军向锦州发起总攻，经过31小时激战，最终攻佔锦州，錦州国军10万余人全數被歼，东北剿匪总部副总司令兼锦州指挥所主任范汉杰和第六兵团司令官卢浚泉被俘。锦州被解放军佔領後，使东北国军从陆路撤退的道路切断，东北战场形势剧变。同日，六十军军长曾泽生派张秉昌、李峥先带着六十军联名信与解放军接洽，联名信由白肇学亲自书写，信中提出11条需要回答的事，曾泽生、白肇学、陇耀三人在信上签名。当晚二人来到位于穷岗子的东北军区前方办事处。 
10月15日，蒋中正亲抵沈阳，向长春守军总司令郑洞国空投手令，命其率六十军，新七军立即突围，「如違命令，將以軍法嚴懲，絕不寬貸」。中午，张秉昌、李峥先带来的联名信被送到兵团政治部刘浩处，刘浩向兵团司令部报告，当时兵团司令部得到长春守军有可能突围的情报，因此一些领导怀疑六十军此举可能是假借「起义」之名进行突围。17时，刘浩赴兵团司令部当面汇报。夜，刘浩向兵团首长萧劲光，肖华等人汇报，刘浩认为六十军当前起义是可能的。经过讨论，兵团总司令萧劲光同意刘浩的意见，指出如果六十军企图突围，就消灭它。
10月15日，《西京日报》报导：“（本报沈阳一日航讯）据由长春逃沈者谈：长春正如浪花冲击之孤岛，坚持屹立。自五月二十四日残共与蒙古，朝鲜，联合武力在长春周围加强围攻，机场失守，飞机不能降落，市内米价遂告上升。民众只有找野草，瓜花，豆秧，树皮来充饥，一边卖去箱底，换取米粮，豆饼，酒糟一类的东西配合吞食。糟糠豆粕，树皮之类，原非人食，食之不仅有碍营养，且患消化器病，以致普遍性眼疾与胃肠炎，广泛发生，身体日渐瘦弱，蓬发污面，终至相继倒毙僻巷颓垣，陋室沟壑之间。长春人正在如此扮演着空前未有的惨剧中的主角。”
10月16日上午，刘浩与解方、潘朔端到穷岗子与张秉昌和李峥先见面，表示欢迎「起义」并提出五点意见。中午，郑洞国通知曾泽生到兵团司令部开会，讨论向沈阳方向突围的计划，决定17日拂晓突围。下午，刘浩派车送张秉昌和李峥先回到六十军暂二十一师阵地，请曾泽生派正式代表出城商谈「起义」事宜。黄昏，张秉昌和李峥先回到六十军军部，带回解放军承諾。得到解放军承諾後，曾泽生给暂二十一师营以上军官讲话，二十一师全师赞成起义，曾泽生宣布六十军起义，暂二十一师向新七军布防。又来到一八二师通知其起义消息。晚8点，一八二师向新七军布防。11点，曾泽生通知五十二师师长李嵩及其三个团长开会，扣留李嵩及三个团长，并命其向五十二师副师长和三个副团长要求服从命令，拥护起义。夜，曾泽生派暂二十一师副师长李佐，一八二师副师长任孝忠为正式代表携带蒋介石15日空投的突围手令和郑洞国的突圍计划出城商定起义计划。
10月17日凌晨一点，六十军指挥所搬到五四七团团部，派人送信通知郑洞国准备起义。上午刘浩与李佐、任孝忠到五四七团团部，中午，曾泽生与刘浩会面商量起义后的事宜，下午3时，刘浩与曾泽生出城，会见唐天际、潘朔端，商定防务交接，包括交接防地时间、口令、办法，约定凌晨四时前完成交接。商定后刘浩与曾泽生回长春布置计划。17时通电起义。夜，接防部队解放军独立第6、8、9师入城接收东半部防区，12点，六十军撤出防区开往九台。六十军三个师共26,000余人易帜。
10月17日夜，曾泽生接通郑洞国电话，并由刘浩与郑洞国通话，敦促其放下武器。
10月18日，周恩来亲自拟电报给郑洞国，以黄埔旧谊敦促他“起义”，写道“时机紧迫，顾念旧谊，特电促速下决心”。晚11时，新七军李鸿派三十八师副师长彭克立，暂第六十一师副师长宁伟，新七军军部炮兵指挥官王及人，新闻处副处长杨天挺，副官处副处长杨振汉，暂第六十二师政治部主任吴祥伯等人为代表，与解放军第一兵团参谋长解方商洽易帜，达成协议。
10月19日清晨，新七军参谋长龙国钧面见郑洞国，报告已经准备易帜。上午10时，新七军放下武器，解放军接收西半部防区。至此，长春全部被解放军占领，只有郑洞国兵团总部机关和特务团固守中央银行大楼。解放军没有采取武力攻占，郑洞国部下（一说杨友梅）与解放军联络，提出“抵抗”一二日后再投降。
10月20日晚11时，郑洞国向蔣中正總統发出诀别电报。10月21日凌晨4时，在一阵朝天开枪后，兵团总部举白旗投降。郑洞国意欲自杀，但手枪已被取走，他被部下簇拥到一楼大厅面见解放军。郑洞国最终表示，同意放下武器听候处理。

## 围困情形

### 国军的应对
国军在围困战中搜刮居民粮食。朝阳区义和路居民张淑琴表示：国民党有搜粮队，一斤半斤也拿走。我们家来过一次，翻得碗朝天，瓢朝地，用铁钉子往地下捅。宋占林表示：逃进城的地主富农也饿不死，他们组织保安队，老百姓叫“胡子队”。国民党不发粮饷，（他们）吃穿全靠抢。居民李素娥表示：有收尸队，一路捡，往车上扔，说“喂狗”。狗吃人，人吃狗，那狗才肥呢。
评书演员单田芳在其著作《言归正传:单田芳说单田芳》表示，“沈阳的守军知道长春坚守困难，每天分批用运输机空投物品和粮食”，“国民党的守城部队视空投如生命线，每天都开着很多吉普车在街道上巡逻，发现空投物品立即用车拉走”。

### 解放军的应对
1948年6月中旬(在城内有粮情况下)国民党军警宪特押解驱赶百姓出城。郑洞国的目标是驱赶20万百姓，想把20万人两个半月的口粮全部收归部队，供10万部队多食用5个月，从根本上使中共部队围困战流产。解放軍立起封鎖線不讓民眾離開，第一线上五十米设一哨兵，并有铁丝网、壕沟，严密接合部，消灭间隙。节选罗荣桓起草并以林彪、罗荣桓、谭政的名义给毛泽东的报告：
|  | 在封锁斗争中，必须采取基本禁止出入，已经出来者可酌量分批陆续放出，但不可作一次与大量放出，使敌不能于短期内达成迅速疏散。如全不放出，则饿死者太多，影响亦不好。不让饥民出城，已经出来者要堵回去，这对饥民对部队战士，都是很费解释的。饥民们对我会不满，怨言特多：“八路见死不救。”他们成群跪在我哨兵面前央求放行，有的将婴儿小孩丢了就跑，也有持绳在我岗哨前上吊的。战士见此惨状心肠顿软有陪同饥民跪下一道哭的，说是“上级命令我也无法”。更有将难民偷放过来的。经纠正后，又发生了另一偏向，即打骂捆绑难民，甚至开枪射击（打死打伤者尚无统计）。围困时间延长，部队普遍发生急性病，有怀疑我之围困系力量不足，有认为长围无用，敌有空运接济要求快打。对此主要说明久困长围意义，并以逃兵讲述敌之困难情形，逐渐提高对围城认识。敌现进行恶毒宣传，说我欲困死长春人民。我则以放出难民实行救济之事实，揭穿敌抢粮制造饥饿，以达到赶出市民之阴谋。放出之难民虽对我不满，但经救济后，影响较前稍好。 |

面对卡哨内出现饿死百姓的情况，中共部队8月初下令放行卡哨内难民。不料“三天内共收两万余人，城内难民又疏出数万，这一真空地带又被塞满。”最多时卡哨中滞留难民达8万人之多，8月14日，林彪、罗荣桓责成吉林省委作出《处理长春外围难民的决定》。当时城内守军的一个共识是，“匪我双方孰能狠心孰胜”。
据荷兰学者冯客于其所著《解放的悲剧——1945-1957年的共党革命史》所写到了八月底，在國共兩軍對峙的中間地帶聚集了超過十五萬人，解放軍不放他們通過，國民黨軍隊也不准其回城，每天都有數百人死亡，大約有十六萬平民餓死。
中共媒体《长春晚报》于2013年声称，為解決难民食宿、救急和遣散事宜，中国共产党吉林省委员会根据《中共吉林省委关于处理长春外围难民的决定》专门成立了组织处理难民委员会，在长春、九台、德惠、伊通、双阳、永吉、磐石、舒兰、蛟河、桦甸10个地方接收並救濟难民。
艺术家单田芳表示，“围城期间，单家前后出了17两黄金外加一块钻石表，十几口人买到一条生路”，国民党方连长说“我送你们从东大桥卡子出去。解放军有一个专门收容国民党起义部队的小卡子口，你们就装成起义部队，解放军优待起义部队，肯定会收留你们。” 自1948年9月11日起，解放军一律放行要求出城的百姓。

## 戰後
10月19日解放軍完全進駐長春市後，石磊被东北局任命为中共長春市委第一任書記，唐天际为中国人民解放军长春特别市军事管制委员会主任。
1948年12月1日东北野战军司令部于《长春新报》公布长春战役战果：

长春围城及六十军起义与新编第七军投诚，敌军共丧失兵力95 855人。分别统计如下：

(一)、围城战果：自6月19日至10月16日，我共收容投诚敌官兵19 612名。携来武器计有：六O炮10门，重机枪2挺，轻机枪38挺，冲锋枪8支，步马枪1 257支。另在历次外围战斗中，共计歼敌4 328名，合共歼敌23 940名。

(二)、六十军起义：解义参加我军官兵共计26 000余名，配属武器计有：各种炮290门，其中榴弹炮4门，山炮4门，自动炮2门，战防炮1门，火箭炮4门，步兵炮14门，迫击炮70门，六O炮187门。另有重机枪共24挺，轻机枪690挺，冲锋1077支，战防枪14支，步马枪6 508支，短枪144支，讯号枪32支，枪榴筒142具，汽车 27辆，子弹960 979发，炮弹5 498发。

(三)、新编第七军投诚战果：(甲)投诚部队番号，包括第一兵团司令部、新编第七军军部及新编三十八师，暂编五十六师，暂编六十一师，军直属之骑兵团、汽车营等；地方部队番号，包括吉林保安旅，骑兵保安旅第一旅，骑兵保安第二旅，长春警备司令部，吉林师管区，松北五省流亡政府等单位。(乙)投诚人数，计正规军官兵32 000余名，地方军官兵7 926名，合共47 426名。(丙)缴出武器计有：各种炮331门，其中榴弹炮8门，山炮9门，战防炮28门，平射炮24门，火箭炮14门，迫击炮61门，六O炮187门。另缴：重机枪146挺，轻机枪845挺，冲锋枪1 205支，战防枪21支，步马枪13 435支，短枪170支，讯号枪9支，枪榴筒18具，掷弹筒25具，电台11部，无线电话55架，电话总机41架，单机240架，电线150公里，飞机1架，装甲车2辆，汽车419辆，大车49辆，子弹4 519 278发，手榴弹12 848个，炮弹8150发。其它仓库物资等全部完整。

據长春市地方志编纂委员会，共計有40萬人逃離市區，戰事導致市內萬戶蕭疏，而郊外則是荒塚累累，白骨嶙嶙。
2006年6月4日，长春市绿园区青龙路附近一处正在挖掘下水管道的工地发现大量骨骸，数量达几千具。

### 遇难平民统计
- 1948年10月24日，南京《中央日报》在《长春国军防守经过》报导：「据最低估计，长春四周匪军前线野地里，从6月末到10月初，四个月中，前后堆积男女老少尸骨不下15万具。」[28]

- 尚传道於1946~48年时任国民政府长春市长。国军少将段克文於1978年在美國出版回忆录，引用同為戰犯的尚传道「坦白」，估计饿死16万人。[36]1985年，尚传道在政协出版的書中回忆：“根据人民政府进城后确实统计……饿、病而死的长春市民共达十二万人”。[37]此數字獲解放軍出版社的《雪白血紅》（张正隆1989）採納。[28]
- 1999年，长春市政府出版《长春市志》，稱「1948年上半年，长春市人口为611,246人」[38]，「10月19日长春市区解放时，人口为179,241人」[39]，城內平民減少約43萬人，其中有多少人是餓死，眾說紛紜[40]。《长春市志》稱到11月上旬，已收容长春难民15万人以上[41]，則還有28萬平民去處不明。
- 2009年，台灣作家龙应台著《大江大海一九四九》认为，“圍城開始時，長春市的市民人口說是有五十萬，但是城裡頭有無數外地湧進來的難民鄉親，總人數也可能是八十到一百二十萬。圍城結束時，解放军的統計說，剩下十七萬人”，并由此认为饿死人数約有10-65万人[3]

- 2012年，长春市地方志編纂委員會主办期刊指有「近10万人饿死街头」[34]。
- 2017年，记者杜斌《長春餓殍戰》指37至46萬人餓死[42]。
- 2017年，前长春市人民政府秘书长李发锁[43]著書认为58,063人遇难。他同时批评龙应台的统计方式极不负责任，用“可能”叙述，将长春市民人数夸大三到四倍，从而夸大了长春市民死亡人数。[7]

## 评价
《紐約時報》引述荷兰学者馮客教授话说，林彪簽發的「東總」電，「要使長春成為死城」。《紐約時報》認為林彪的命令導致中間地帶餓死人。馮客認為這是中共精心算計的恐怖手段與系統化暴力的一個例子，造成的結果是幾個月後，北京等地因為不想被同樣長期圍困而餓死，不戰而降。作家張正隆在書中寫道：「長春和廣島，死亡人數大致相等。廣島用九秒鐘。長春是五個月」。龍應台諷刺說：「在這場戰役『偉大勝利』的敘述中，長春圍城的慘烈死難，完全不被提及。『勝利』走進新中國的歷史教科書，代代傳授，被稱為『兵不血刃』的『光榮解放』。」日本筑波大學名譽教授遠藤譽的哥哥和弟弟在长春圍城時餓死，她以文學筆法將其親身經歷寫成小說《卡子——沒有出口的大地》，1984年以日文出版，2014年出版中譯版，她批评“中共與日軍共謀對抗國軍”。

## 解放军纪念设施
为纪念占领长春而牺牲的6508名解放军指战员，长春市人大九届一次会议於1988年1月审议通过建造长春解放纪念碑。纪念碑於1988年10月8日落成，高39米、底部各边长19.48米。碑名由曾经担任过东北民主联军政治委员、全国人大常委会委员长彭真撰题。题字為：
向为解放长春英勇献身的革命烈士表示深切的悼念！向为解放长春建设长春做出贡献的人们致以崇高的敬意！
长春解放纪念碑作為吉林省的爱国主义教育基地，属长春市重点文物保护单位。

## 影视作品
- 《兵临城下》，长春电影制片厂，1964年。
- 《大决战之辽沈战役》，八一电影制片厂，1991年。

### 脚注
1. ↑  中国人民解放军军事科学院《中国军事百科全书》
2. 1 2  长春解放纪念碑烈士鲜血筑就的城市记忆 （页面存档备份，存于） sina.com.cn 2007年05月22日09:04 东亚经贸新闻
3. 1 2  龍應台. . 天下雜誌. 2009年: 70頁  [2014-01-11]. ISBN 978-986-241-049-3. （原始内容存档于2014-06-17）. 圍城開始時，長春市的市民人口說是有五十萬，但是城裡頭有無數外地湧進來的難民鄉親，總人數也可能是八十到一百二十萬。圍城結束時，共军的統計說，剩下十七萬人。
你說那麼多「蒸發」的人，怎麼了？
餓死的人數，從十萬到六十五萬，取其中，就是三十萬人，剛好是南京大屠殺被引用的數字。
4. 1 2 3  杜斌. .   [2020-08-29]. （原始内容存档于2019-07-10）. 共軍嚴密封鎖長春城不讓難民通過，任其在眼前化為一具具白骨。而守城國軍不僅將空投的糧食全部充作軍食，還肆意印發紙幣掠奪難民手裡的餘糧，更嚴密封鎖共軍不放行難民出城的消息。
5. ↑  #遇难平民统计
6. 1 2  1948长春围城：未曾寄出的家书 （页面存档备份，存于）  王晓 香港中文大学中国研究服务中心
7. 1 2 3 4 5 6  李发锁 口述. . 环球时报. 张妮 整理. 2018-06-05  [2021-07-10]. （原始内容存档于2022-03-09）.
8. 1 2 3  馮客（Frank Dikötter）. . 關鍵評論. 2018-04-22  [2019-05-27]. （原始内容存档于2020-11-20） （中文（臺灣））. 與難民的遭遇不同，這些逃兵得到解放軍的優待，並獲得充足的食物。
9. 1 2 3  罗荣桓军事文选. . 中国网. 2011-07-28  [2023-01-21]. （原始内容存档于2023-01-21）.
10. ↑  辛翠玲. . 獨立評論@天下. 2016-09-23  [2020-08-29]. （原始内容存档于2016-09-26）.
11. ↑  曹里怀-解放长春、天津 （页面存档备份，存于） 郴州文史
12. ↑  1945年苏联军队为何威胁中共退出长春？[]  2016-09-10 11:04:48  网易新媒体(环球时报)
13. 1 2 3 4 5 6 7 8 9 10 11 12  郭廷以. . 台北: 中央研究院近代史研究所. 1984.
14. 1 2  萧劲光，《我军历史上第一个大的围城战役》，《人物》，1986年第1期 25页
15. ↑  . 中共党史资料出版社. 1987年: 第773頁  [2022-03-30]. ISBN 978-7-80023-011-0. （原始内容存档于2021-07-26）.
16. ↑  《林彪日记》李德、舒云编，明镜出版社，2009年9月，ISBN 978-1-932138-98-6。第七章“1948－1949”。
17. ↑  《雪白血红》张正隆，解放军出版社，1989年8月，ISBN 978-7-5065-1048-6，30章“不生不死”。
18. ↑  长春市档案馆 编著，长春解放 1948.10.19，北京：中国档案出版社，2009年，第101-102页
19. ↑  书中原注为“酒面，用粮食做酒剩下的渣子制作的面。这种渣子叫糟粕，通常作为牲口的饲料。”
20. ↑  书中原注为：“王家善师，指一九四八年二月二十五日在营口起义的国军暂编第五十八师。”
21. ↑  林彪、罗荣桓、刘亚楼、渾政、周桓关于长春难民出城的处置致肖劲光、肖华等电（1948年9月11日），载 中国人民解放军历史资料丛书：辽沈战役，北京：解放军出版社，1993年，第113页
22. ↑  徐焰. . 2010-01-20  [2014-01-11]. （原始内容存档于2014-01-11）. 根據國民黨方面在被圍期間掩埋的屍體數和人民解放軍在城外和進城後掩埋的屍體數，總計是12萬人左右
23. 1 2 3 4 5  郑洞国（1992年）
24. 1 2 3 4 5  刘浩，《奉派进城》，《人物》，1986年第1期
25. ↑  《蒋介石命郑洞国等撤出长春的手令(代电)》 《长春档案史料》1998年9月
26. ↑  《致郑洞国信》，《周恩来选集》 （上卷） 人民出版社
27. ↑  郑洞国（1992年），第527页
28. 1 2 3  张正隆. . . 北京: 中國人民解放軍出版社. 1989年8月  [2022-12-27]. ISBN 9787506510486. 原始内容存档于2022-01-23 –多維新聞2016年3月21日.。
29. 1 2  单田芳《言归正传:单田芳说单田芳》，「少年经历大变局」部分）[需要非第一手來源]
30. ↑  人民网. . 腾讯网.   [2019-06-13]. （原始内容存档于2019-07-10）. 不让饥民出城，已经出来者要堵回去，这对饥民对部队战士，都是很费解释的。饥民们对我会不满，怨言特多：“八路见死不救。”他们成群跪在我哨兵面前央求放行，有的将婴儿小孩丢了就跑，也有持绳在我岗哨前上吊的。战士见此惨状心肠顿软有陪同饥民跪下一道哭的，说是“上级命令我也无法”
31. ↑  张贤达. . 长春晚报. 2013年12月9日  [2014年2月13日]. （原始内容存档于2016年3月4日）.
32. ↑  李熙. . 長江日報. 2018-09-17  [2019-05-28]. （原始内容存档于2020-04-24）. 1948年长春围城期间，单家前后出了17两黄金外加一块钻石表，十几口人买到一条生路
33. ↑  朱光传 （页面存档备份，存于） 胡提春 叶创昌 黄永镇 广州文史
34. 1 2  . 长春地情活页 (长春市地方志编纂委员会). 2012, (6)  [2020-08-30]. （原始内容存档于2020-08-31）.
35. ↑  . 东方网. 2006年6月4日  [2019-06-13]. （原始内容存档于2018-02-19）.
36. ↑  段克文. . 紐約 (世界日報社). 1978. 長春市市長尚傳道被捕後，與我一齊「學習」時的「坦白」說：長春餓死的約有十六萬人。除了共產黨夏初開始圍城，封鎖不嚴，利用各種方法逃生，至多不過廿萬人外，我計算一下，長春餓死的約有十六萬人。記得長春被圍開始時還有四十幾萬人，到失守時僅剩六、七萬人。
37. ↑  中国人民政治协商会议全国委员会文史资料硏究委员会 (编). . 文史资料出版社. 1985年: 404页. ISBN 9787503405594. 到十月十九日长春解放为止，根据人民政府进城后确实统计，由于国民党“杀民”政策饿、病而死的长春市民共达十二万人。人民政府进城以后，在卡哨内外地区掩埋尸体约八万具。
38. ↑  长春市地方志编纂委员会 (编). . 吉林文史出版社. 1999年: 第28頁.
39. ↑  长春市地方志编纂委员会 (编). . 吉林人民出版社. 1999年1月25日: 第28頁. ISBN 9787206032080.
40. ↑  許浩. 陳儀深 , 编. . 國史館館刊 (國史館). 2022年3月, (第七十一期): 第96頁  [2024-01-25]. （原始内容存档于2024-01-25）. 简明摘要.
41. ↑  长春市地方志编纂委员会 (编). . . 吉林人民出版社. 1999年  [2024-01-25]. （原始内容存档于2022-03-24）. 长春市内外饿殍遍地，无人收葬，惨不忍睹。8月14日，中共吉林省委作出《关于处理长春外围难民的决定》，指出长春之敌已将大批市民逐出长春市区，困在敌我封锁线之间。为此，成立处理难民委员会，进行难民的收容、救济与安置工作。到11月上旬，已收容长春难民15万人以上。
42. ↑  . 蘋果日報. 2017-04-17. （原始内容存档于2020-04-24）.
43. ↑  穆宁. . 《人民周刊》 (人民日報社). 2018-09-06  [2024-09-06]. （原始内容存档于2022-08-18）.
44. 1 2  Andrew Jacobs. . 紐約時報. 2009-10-01  [2014-05-22]. （原始内容存档于2016-01-05）.（英文）
45. 1 2  Frank Dikötter. . Bloomsbury Publishing. 2013-09-24: 11–12. ISBN 978-1-62040-348-8.（英文）
46. ↑  George J. Marlin. . Newsmax Media. 2012-12-12  [2014-05-22]. （原始内容存档于2020-11-08）.
47. ↑  馮客（Frank Dikötter）  圍城. . 關鍵評論. 2018-04-22  [2019-05-27]. （原始内容存档于2020-11-20） （中文（臺灣））.
48. ↑  . 多維新聞網. 2015-05-12  [2019-05-27]. （原始内容存档于2019-05-27） （中文（臺灣））.
49. ↑  遠藤譽. . 樂果文化. 2014-06-13. ISBN 978-986-5983-72-7.
50. ↑  童倩. . BBC中文網. 2015-12-25  [2015-12-31]. （原始内容存档于2016-12-16）.
51. ↑  长春：解放纪念碑下宣誓加入少先队 （页面存档备份，存于） 中国江门网
52. ↑  长春举行大会纪念解放六十周年 （页面存档备份，存于） 来源:长春市政府
53. ↑  . 《扬子晚报》 (人民网). 2009年10月15日  [2014年1月14日]. （原始内容存档于2020年4月24日）.

### 书目
- 《人生历程中的转折》，郑洞国。《纵横》，1984年第2期。
- 《我军历史上第一个大的围城战役》，萧劲光。《人物》，1986年第1期。
- 《起义纪实》，曾泽生。《人物》，1986年第1期。
- 《奉派进城》，刘浩。《人物》，1986年第1期。
- 《辽沈决战》（上、下），人民出版社。 ISBN 978-7-01-000381-8/ISBN 978-7-01-000413-6
- 《解放长春》，萧劲光，《辽沈决战》，人民出版社。
- 《第十二纵队在辽沈战役中》，袁升平，《辽沈决战》，人民出版社。
- 《东北战场与辽沈战役》韩先楚，《辽沈决战》人民出版社
- 《辽沈战役概述》，杜聿明。文史资料选辑，第二十辑，1961年8月。
- 《从猖狂进攻到放下武器》，郑洞国。文史资料选辑，第二十辑，1961年8月。
- 《黄克诚自述》，黄克诚。人民出版社，1994年10月。 ISBN 978-7-01-002042-6
- 《血祭共和国-中国命运大博杀内幕》，团结出版社，1993年10月。 ISBN 978-7-80061-151-3
- 《罗荣桓在东北解放战争中》，杨国庆、白刃。解放军出版社，1986年5月。
- 《周恩来选集》，人民出版社。
- 《萧劲光回忆录》，萧劲光。解放军出版社，1987年5月。
- 《纵横天下-第四野战军征战纪实》，柳海捷。中央广播电视大学出版社，1994年1月。 ISBN 978-7-304-00950-2
- 《长春地方史志（1931-1948）》
- 《辽沈战役研究》
- 《东北百年近现代史》
- 《雪白血红》张正隆 解放军出版社 1989年8月 ISBN 978-7-5065-1048-6
- 《四野战事珍闻全记录》 郭辉 军事科学出版社
- 郑洞国, , 北京: 团结出版社, 1992年  [2018-01-30], ISBN 978-7-80061-625-9, （原始内容存档于2006-07-14）
- 《中華民國史事日誌》，郭廷以，1984年，台北，中央研究院近代史研究所。

### 网页
- 20世紀最慘無人道戰爭罪行 中共竟稱「兵不血刃」 （页面存档备份，存于）
- 解放战争时期的吉林
- 《大决战》解放长春
- 解放长春
- 长春大事记[永久]
- 东北战役中的长春